# Sybaritisme
Le sybaritisme est une doctrine philosophique prônant la recherche du plaisir dans une juste proportion. Le dogme chrétien lui associe ultérieurement la luxure et l'indiscipline. 

## Origine
Son nom provient de celui de la ville de Sybaris, une ancienne colonie grecque en Italie du Sud réputée pour la recherche de ses plats raffinés.